# James E. Quibell
James Eduard Quibell (11. listopadu 1867 – června 1935) byl britský egyptolog. Prováděl vykopávky v Hierakonpoli (starověký Nechen), kde spolu s F. W. Greenem a svým týmem nalezl v roce 1898 Narmerovu paletu a další předměty nacházející se v tzv. hlavním depozitu.

## Život
Narodil se v Newportu v Shropshire. Vystudoval Adams' Grammar School a Christ Church v Oxfordu. Byl fascinován starověkem a sám se přihlásil jako žák k profesoru Flindersi Petriemu. S ním v roce 1893 pracoval v Coptos a poté v Nakádě, Buleas, Vesetu, el-Kábu a Hierakonpoli. Po šestiměsíčním studiu na Berlínské univerzitě začal pracovat v Egyptském muzeu. Jeho spolupracovníkem byl také Howard Carter.
Pracoval v Sakkáře, v Údolí králů (kde v roce 1905 objevil hrobku Yuya a Tjuyu) a v Hierakonpoli, kde v roce 1898 s F. W. Greenem a svými spolupracovníky objevil v tzv. hlavním depozitu Narmerovu paletu. V roce 1898 se stal inspektorem Antiquities Service pro deltu Nilu a střední Egypt. V letech 1914 až 1923 byl ředitelem Egyptského muzea a hlavním sekretářem Antiquities Service. V roce 1925 odešel do důchodu.
Zemřel 5. června 1935.